# Christi-Himmelfahrt-Kathedrale (Almaty)

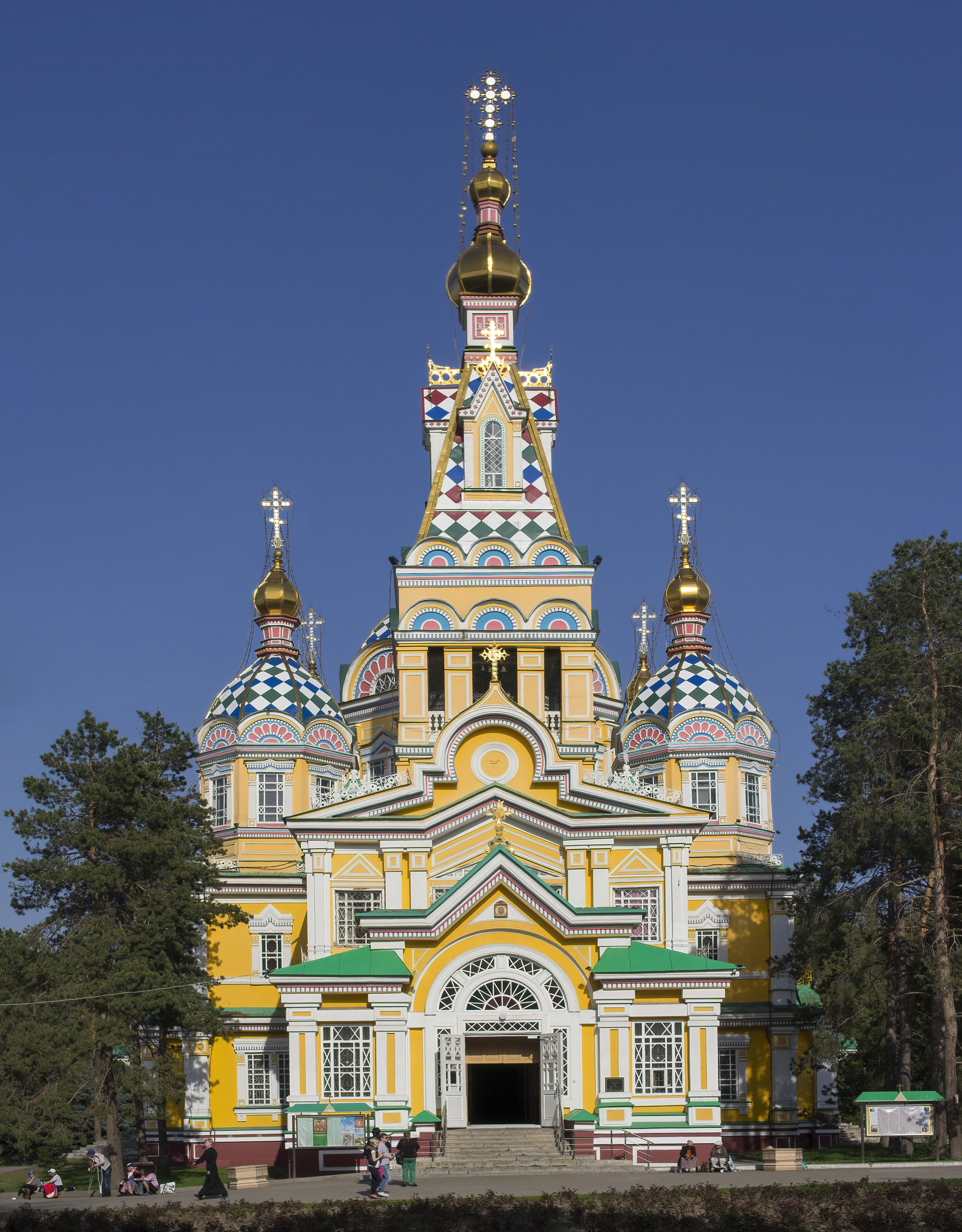
Die Christi-Himmelfahrt-Kathedrale

Die Christi-Himmelfahrt-Kathedrale (russisch Вознесенский Кафедральный Собор) ist ein russisch-orthodoxes Kirchengebäude in der kasachischen Großstadt Almaty. Die zwischen 1904 und 1907 erbaute Kathedrale befindet sich in der Mitte des Parks der 28 Panfilowzy und gilt als eines der Wahrzeichen der Stadt.

## Geschichte
Mit dem Bau der Kathedrale wurde am 26. September 1904 begonnen, dem 50. Jahrestag der Gründung der Stadt. Verantwortlich für den Bau war der russische Architekt Andrei Pawlowitsch Senkow. Nach vier Jahren Bauzeit wurde sie am 30. Juli 1907 geweiht. Im Januar 1911 wurde die Kathedrale von einem Erdbeben erschüttert, erlitt aber dank der Holzbauweise nur wenig Schaden. Die südöstliche Ecke des Glockenturms hatte sich leicht abgesenkt und die Fenster waren zerbrochen.
Mit zunehmender Verfolgung religiöser Aktivitäten in der Sowjetunion wurde Ende der 1920er Jahre die Schließung der Kathedrale gefordert. Am 29. Oktober 1929 beschloss des regionale Exekutivkomitee von Alma-Ata schließlich dann die Schließung der Kathedrale. Noch im selben Jahr wurden die Glocken aus dem Turm entfernt, die Ikonostase zerstört und alle Einrichtungsgegenstände, Ikonen und Bücher geplündert. In den 1930er Jahren wurde in dem Gebäude ein Rundfunksender eingerichtet und schließlich das Republikanische Heimatmuseum eröffnet. Hierfür wurde der Innenraum der Kathedrale erheblich umgebaut und verändert.
In den 1970er Jahren wurde die Kathedrale als Denkmal von nationaler Bedeutung unter staatlichen Schutz gestellt. Mit der Restaurierung wurde 1973 begonnen. Obwohl das Bauwerk seinem eigentlichen Zweck als Kirchengebäude nicht wieder zugeführt wurde, gelang es den ursprünglichen Innenraum der Kathedrale teilweise wiederherzustellen. In dem Gebäude waren nach dem Republikanischen Heimatmuseum unter anderem noch das Museum für Architekturgeschichte und die Gesellschaft für Denkmalschutz untergebracht; auch als Konzert- und Ausstellungssaal wurde das Bauwerk genutzt.
Nach dem Zusammenbruch der Sowjetunion gab es seitens der Kirche Bemühungen, das Bauwerk wieder als Kathedrale zu nutzen. 1994 beschloss die Regierung Kasachstans, das Bauwerk künftig als Museum zu nutzen und stellte finanzielle Mittel zur Wiederherstellung des Innenraums zur Verfügung. Am 2. Mai 1994 wurde nach 65 Jahren zum ersten Mal wieder ein Gottesdienst abgehalten. Am 18. April 1995 wurde die Kathedrale offiziell wieder an die Eparchie Almaty und Semipalatinsk übergeben.

## Galerie

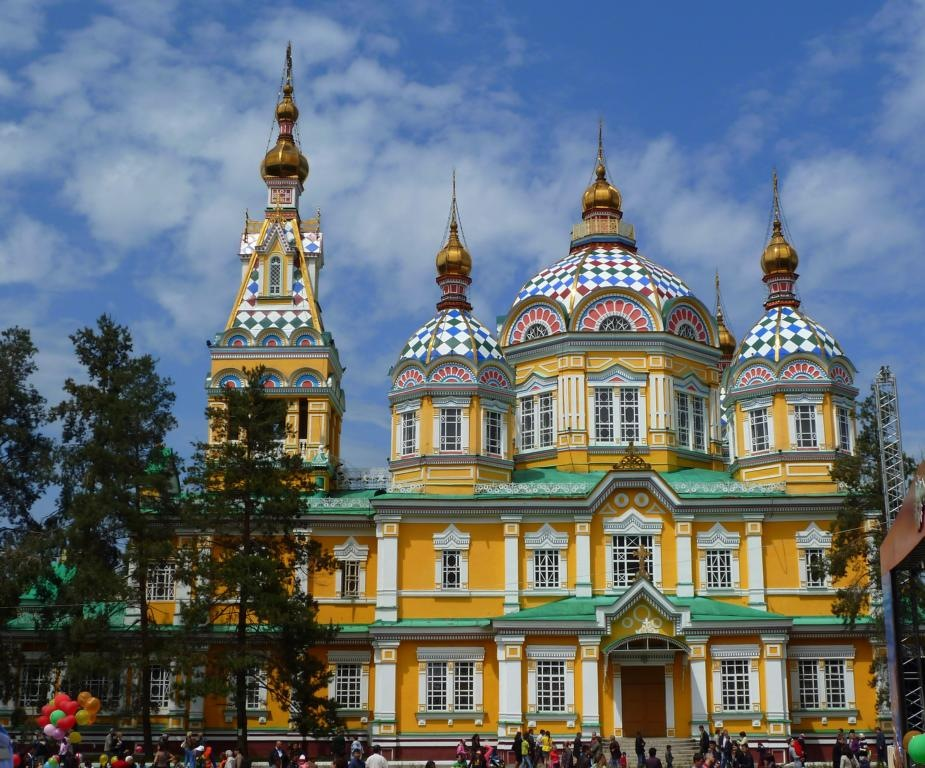
Seitlicher Blick auf das Kirchengebäude
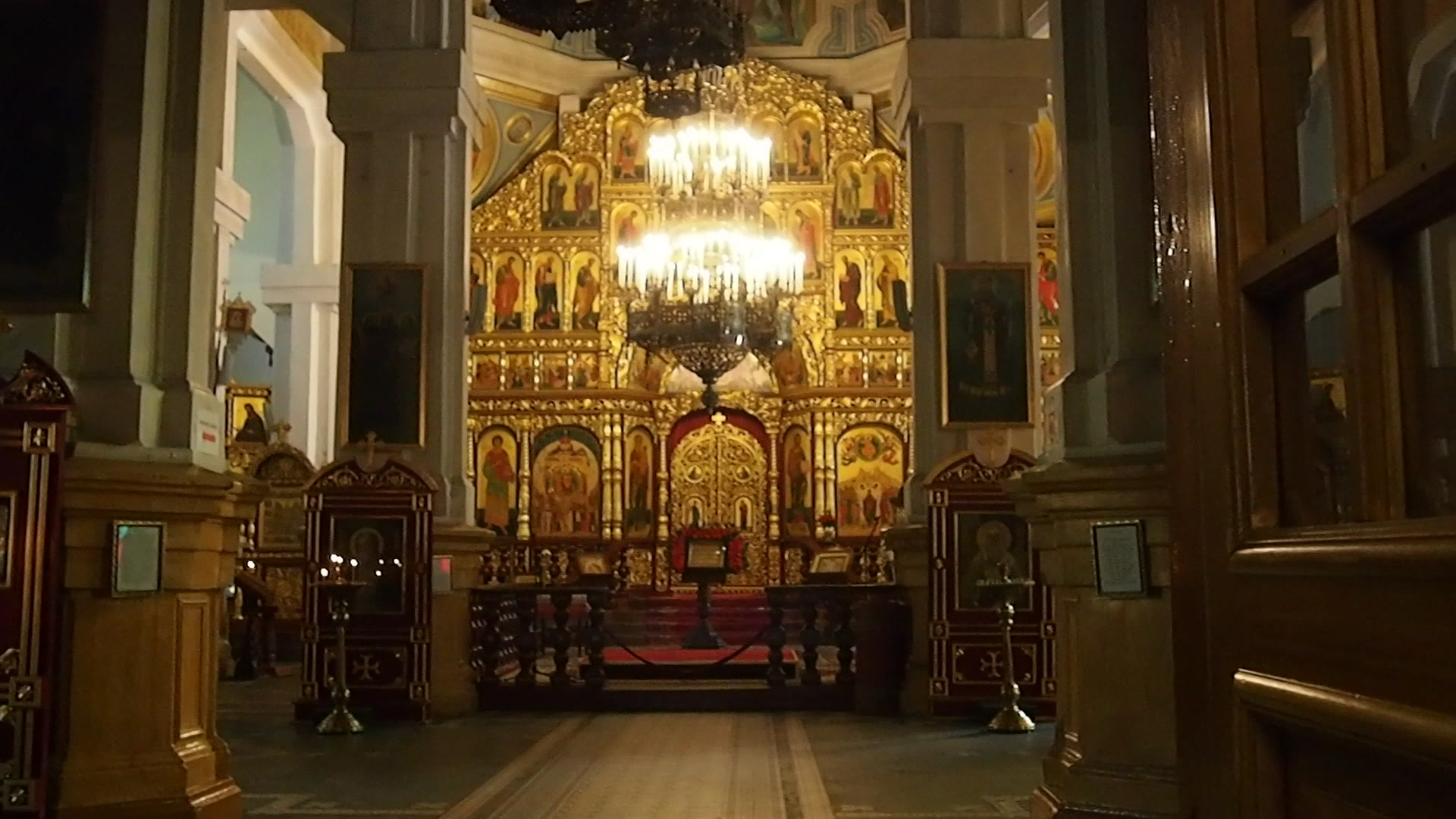
Innenraum
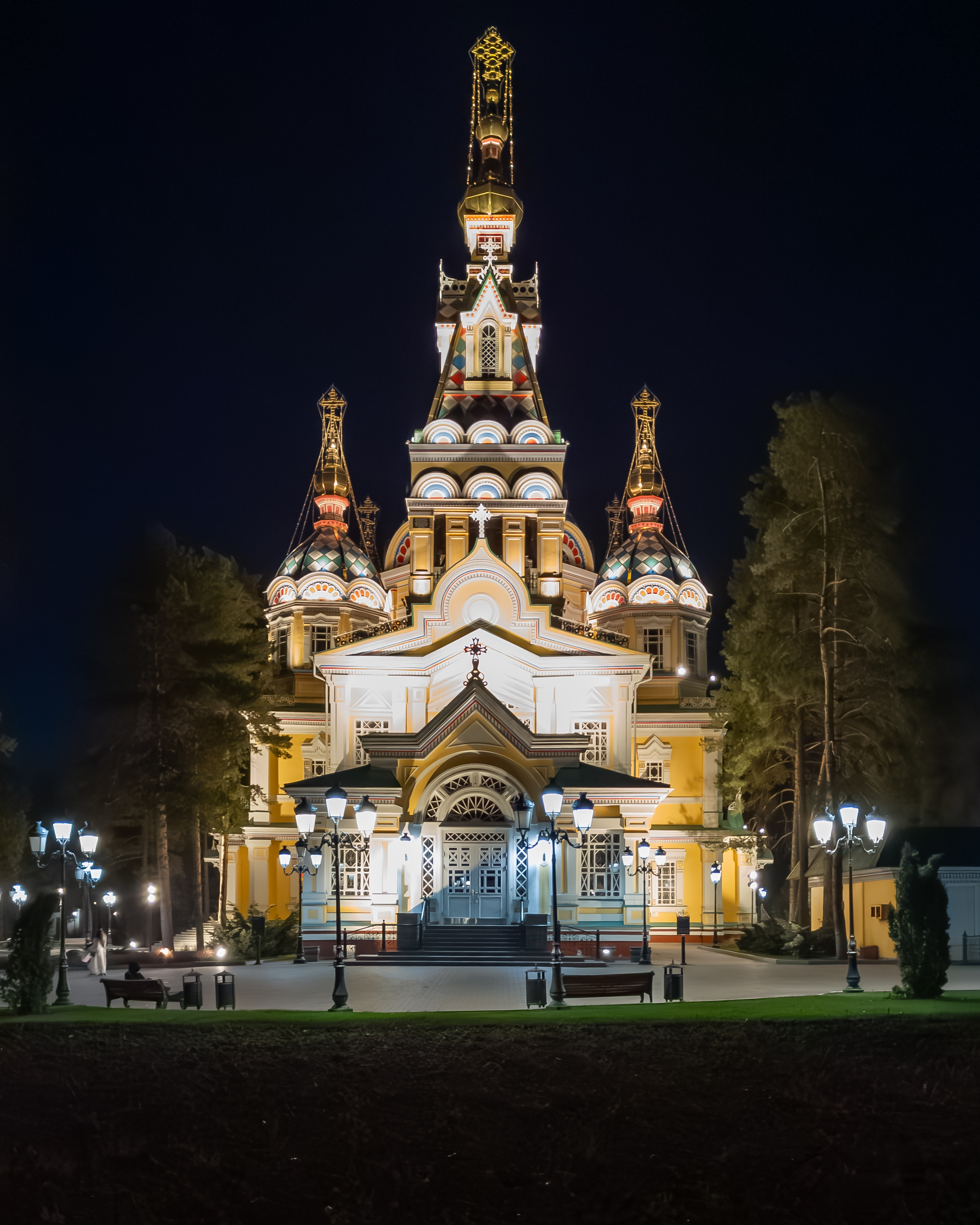
Beleuchtete Westfassade